# Джеррі Пейтон
Джеррі Пейтон (англ. Gerry Peyton, нар. 20 травня 1956, Бірмінгем) — ірландський футболіст, воротар. По завершенні ігрової кар'єри — тренер, що спеціалізується на підготовці голкіперів. Наразі входить до тренерського штабу лондонського «Арсенала».[коли?]

## Клубна кар'єра
У дорослому футболі дебютував у 1975 році виступами за команду клубу «Бернлі», в якій провів два сезони, взявши участь у 30 матчах чемпіонату. 
Своєю грою за цю команду привернув увагу представників тренерського штабу клубу «Фулгем», до складу якого приєднався 1977 року. Відіграв за лондонський клуб наступні дев'ять сезонів своєї ігрової кар'єри. Більшість часу, проведеного у складі «Фулгема», був основним з голкіперів команди.
Згодом з 1983 до 1993 року грав у складі команд клубів «Саутенд Юнайтед», «Борнмут», «Евертон», «Болтон Вондерерз», «Норвіч Сіті», «Брентфорд» та «Челсі».
Завершив професійну ігрову кар'єру у клубі «Вест Гем Юнайтед», за команду якого виступав протягом 1993—1994 років.

## Виступи за збірну
У 1977 році дебютував в офіційних матчах у складі національної збірної Ірландії. Протягом кар'єри у національній команді, яка тривала 16 років, провів у формі головної команди країни лише 33 матчі.
У складі збірної був учасником чемпіонату Європи 1988 року у ФРН, чемпіонату світу 1990 року в Італії.

## Кар'єра тренера
Розпочав тренерську кар'єру, увійшовши до тренерського штабу японського клубу «Віссел» (Кобе).
В подальшому входив до тренерських штабів клубів «Джубіло Івата», АІК та «Фулхем».
Наразі входить до тренерського штабу клубу «Арсенал».